# 空軍2325戦隊209派遣隊
空軍2325戦隊209派遣隊、または684部隊とは、韓国空軍がかつて有した秘密作戦部隊である。課せられていた唯一の任務は当時の朝鮮民主主義人民共和国（北朝鮮）の首相、金日成の暗殺であった。

## 組織
1968年1月19日に起こった青瓦台襲撃未遂事件への報復措置を求める朴正煕大統領の命令を受け、大韓民国中央情報部（KCIA）の金炯旭部長が創設を決定したとされる。国防部はこの部隊を空軍2325戦隊の派遣隊と位置づけ、高額の報酬や作戦後の将校任官などを口約束に民間人の軽犯罪者や無職の若者など31名がここに所属した。
青瓦台を襲撃した北朝鮮の124部隊と同様、684部隊は31人の隊員によって編成されていた。その使命は北朝鮮の首相、金日成の暗殺である。684部隊というコードネームは、結成された1968年4月を意味する。隊員らは仁川沖に浮かぶ無人島、実尾島で秘密裏に過酷な訓練を施されており、この訓練の最中に7人の隊員が死亡している。しかし、やがて南北共同声明を皮切りとする南北融和（太陽政策）が始まると、国家元首暗殺の必要性は消滅し、1971年までに金日成暗殺作戦は撤回された。以後、目的を失った684部隊の待遇は悪化の一途をたどることになる。

## 実尾島事件
1971年8月23日、684部隊は待遇の改善などを大統領に直訴しようと反乱を起こした。教官ら6名を殺害した後に朝鮮半島へ上陸した684部隊は、バスを乗っ取って首都ソウルへと向かった。最終的にバスはソウル永登浦区大方洞（現在の銅雀区大方洞）で陸軍部隊に包囲され、隊員20名は手榴弾で自決した。4名の生存者は軍法会議で死刑を宣告され、1972年3月10日に処刑された。部隊関係の書類は機密扱いにされ、2021年現在も真相は不明。

## その後
韓国政府は1990年代に入るまで、684部隊に関するすべての情報を機密扱いとしてきた。2003年に公開された映画『シルミド』によって初めて存在が公にされ、684部隊への注目が高まり、2005年の盧武鉉政権下で韓国政府当局が実尾島事件に関する公的な調査が行われた結果、事実関係を認めている。
2009年、684部隊隊員21名の遺族は政府に対して6700万ウォンの慰謝料を求める訴訟を起こした。2010年5月19日、 ソウル中央地方法院は「実尾島部隊の隊員は訓練における異常な危険性を知らされていなかったし、またそれらの訓練は隊員の基本的人権を侵害していた」との判断を採用し、これに加えて韓国政府が隊員の死を2006年まで隠蔽し続けていたことによる遺族の精神的苦痛を認め、政府に対して2730万ウォンの支払いを命じた。
過去の軍事政権上での人権侵害などを解明するため、文在寅政権の肝いりとして始まった2020年の法改正により調査が可能となり、2021年5月27日より真実和解委員会と国防省協力の下に再調査が開始された。遺族は真相解明と犯罪者に仕立て上げたことに対する名誉回復、秘密裏に埋葬された遺骨の収集が目的となる。
なお、韓国政府の資料によれば、1990年代初頭までに約1万3,000名が北朝鮮派遣工作員として訓練を受けており、1970年代初めまでに任務に就いた7,000名以上が死亡または行方不明とされており、このうち数百名が北朝鮮にいるとみられている。